# АКН Сиена 1904
Вижте пояснителната страница за други значения на Сиена.
АК Сиена (на италиански: Associazione Calcio Siena, Асочационе Калчо Сиена) е футболен клуб от Сиена, Италия. Отборът е основан през 1904 г. Цветовете на клуба са бяло и черно. Отборът играе домакинските си мачове на стадион Стадио Артемио Франки (Stadio Artemio Franchi).

## История
Футболен клуб Сиена е основан през 1904 г. като по това време е представлявал Дружество за образование и развлечения. Чак през 1908 г. отварят спортна секция и сформират футболен отбор. През сезона на 1934 – 35 г. отбора за пръв път попада в професионалната лига като се присъединява към Серия Б.
Цели 55 години отбора играе в посредствените шампионати и чак през 1999 – 00 г. се завръщат към сериозния футбол в Серия Б. През следващия сезон Сиена имат сериозни проблеми, но в последния момент треньора на отбора Джузепе Пападополус решава да му помогне. През сезона на 2001 – 02 г. за пръв път отбора достига до Серия А благодарение на футболисти като Родриго Тадей и Пинга.
През следващите три сезона отбора се бори твърдо за да остане колкото се може по-дълго в Серия А. През 2006 – 07 г. новия треньор на Сиена Марио Барета помага на отбора да се задържи в групата, след победа над Лацио с 2 – 1.
По време на същия сезон собственика на отбора Паоло Де Лука решава да продаде клуба на бизнесмена Джовани Ламбарди Стронати.
Продажбата се извършва точно един ден преди смъртта на Де Лука, които дълго време е страдал от неизлечима болест. На 9 юли отбора решава да смени името на клуба на A.C. Siena Montepaschi. Въпреки това Италианска футболна федерация трябва да го одобри преди името да стане официално.
Старият клуб с името „Робур Сиена“ фалира, а новия тръгва от Серия Д (четвъртото ниво на италианския футбол). Новото име на отбора е СКН Сиена 1904.

## Състав

### Сезон 2012/2013
| №  | Пост | Играч             |
| -- | ---- | ----------------- |
| 25 | В    | Джанлука Пеголо   |
| 87 | З    | Фабрицио Грило    |
| 6  | З    | Анжело            |
| 7  | Х    | Франческо Валиани |
| 27 | Х    | Алесандро Розина  |
| 8  | Х    | Симоне Вергасола  |
| 23 | Н    | Салвадор Агра     |
| 2  | З    | Роберто Витиело   |
| 9  | Н    | Микеле Паолучи    |
| 15 | З    | Паоло Делафиоре   |
| 17 | З    | Никола Белмонте   |
| 57 | Н    | Зе Едуардо        |
| 81 | Н    | Ерйон Богдани     |
| 18 | З    | Фелипе            |

| №   | Пост | Играч               |
| --- | ---- | ------------------- |
| 36  | Х    | Франческо Болдзони  |
| 277 | Х    | Алесио Сесту        |
| 5   | Х    | Мануел Копола       |
| 18  | Х    | Франческо Дела Рока |
| 70  | Х    | Даниеле Манини      |
| 19  | З    | Клаудио Терци       |
| 83  | Н    | Реджиналдо          |
| 12  | В    | Симоне Фарели       |
| 23  | В    | Андреа Кампаньоло   |
| 99  | Н    | Никола Поци         |
| 5   | Х    | Адриан Калело       |
| 24  | З    | Масимо Пачи         |
| 33  | З    | Матео Рубин         |
| 88  | З    | Хорхе Тейшейра      |

## Български играчи
- Михаил Иванов: 2009/12 - (0 мача - 0 гола), 2016/17 - (2 мача - 0 гола)

## Известни играчи
- Кристиан Молинаро
- Никола Легроталие
- Паоло Де Челие
- Бернардо Коради
- Енрико Киеза
- Федерико Балдзарети
- Никола Аморузо
- Игор Тудор
- Алекс Манингер
- Жуниор
- Туре Андре Флу